# Pavlos Melas (municipio)
Pavlos Melas (griego: Παύλος Μελάς) es un municipio de la República Helénica perteneciente a la unidad periférica de Tesalónica de la periferia de Macedonia Central.
El municipio se formó en 2011 mediante la fusión de los antiguos municipios de Efkarpia, Polichni y Stavroupoli (la actual capital municipal), que pasaron a ser unidades municipales. El municipio tiene un área de 23,76 km².
En 2011 el municipio tiene 99 245 habitantes, de los cuales 46 008 viven en la unidad municipal de Stavroupoli.
Se ubica en la periferia septentrional de Tesalónica, plenamente integrado en el entorno urbano de dicha ciudad.
El nombre del municipio es en honor al militar de finales del siglo XIX Pavlos Melas, uno de los oficiales más destacados de la Lucha Macedonia, que murió tras un combate contra los otomanos en lo que ahora es el municipio griego de Kastoriá.